# Полли Покет
По́лли По́кет (англ. Polly Pocket) — линия игрушек, включающая в себя куклы и многочисленные аксессуары.

## История
Название произошло от того факта, что первоначально большинство кукол Полли Покет продавались в футлярах карманного размера. Продающиеся сегодня Fashion Polly dolls (Mattel) существенно отличаются от тех, которые изначально продавались компанией Bluebird Toys. Оригинальные куклы Bluebird были менее двух сантиметров высотой и изготовлены из жесткого пластика. Версии Mattel имеют высоту 9,5 сантиметров, изготовлены из гибкого пластика, одеты в мягкую прорезиненную одежду и имеют огромное количество сопутствующих аксессуаров.

## Персонажи
- Polly Pocket — кукла со светлой кожей, светлыми волосами и светло-голубыми глазами, которая приземлилась на землю. Она описывается как уверенная, классная, дружелюбная, оптимистичная, предприимчивая и находчивая. Она любит веселье, приключения и, главное, своих друзей. У неё много увлечений, таких как шопинг, игра на музыкальных инструментах, пение, катание на роликах, водных лыжах, сноуборде.
- Shani — темнокожая кукла-шатенка с карими глазами. Она описывается как очень умная и творческая. Шани является техническим гением.
- Lea
- Lila — девочка со светлой кожей, зелёными глазами и рыжими волосами, собранными в высокий хвост.
- Crissy
- Kerstie
- Rick
- Todd